# Nasti
Nasti é um nome feminino finlandês. A partir do julho de 2019, aproximadamente 300 pessoas recebiam o nome de acordo com o Centro de Registro de População da Finlândia.

## Origem e variações
Nasti é uma variação carélia do nome grego Anastácia. O nome significa ressurreição.
Nas línguas eslavas existem as contrapartidas Nastja, Nastya e Nastia (em cirílico: Настя).

## Onomástico
No calendário ortodoxo, os dias, nos quais celebra-se o nome Nasti em honra de um santo, são
- 12 de outubro
- 29 de outubro em memória da Anastácia da Roma[3]
- 22 de dezembro em memória da Anastácia de Sirmio[4]
- a primeira terça-feira depois da Páscoa em memória do mártir e santo que morreu em 1821.[5]